# Ilan Rubin
Ilan Rubin (7 juli 1988) is een Amerikaanse drummer. Hij is onderdeel van Nine Inch Nails en Angels & Airwaves

## Carrière
Rubin ontdekte als achtjarige het drumstel van zijn vader in de garage, een model uit 1968. Op negenjarige leeftijd speelde hij in zijn eerste band. Hij speelde mee op Woodstock '99. Hiermee was hij de jongste muzikant die ooit op een Woodstockfestifal speelde.
In 2002, op veertienjarige leeftijd, begon hij samen met broertje Aaron Rubin de band Denver Harbor. Ze brachten een EP (2003) en een studioalbum (2004) uit. De band stopte in de zomer van 2006. Begin 2006 kwam Rubin in de Welshe rockband Lostprophets, als drummer. Hij nam hier de plaats in van de originele drummer van Lostprophets, Mike Chiplin, die eind 2005 de band verlaten had. Lostprophets was tegen de tijd dat Rubin in de band kwam bezig met hun derde studioalbum Liberation Transmission, waarvoor sessiedrummer Josh Freese de meeste tracks al gedrumd had. Echter, nog niet alle tracks waren gedrumd en Rubin drumde de laatste twee tracks voor het album, waarna het in de zomer van hetzelfde jaar uitkwam.
Eind 2007 richtte Rubin zijn eigen soloproject op: The New Regime. In deze band zat onder anderen gitarist Chris Lewis, die al eerder met Rubin gespeeld had, namelijk in de band Denver Harbor. In november 2008 verscheen het debuutalbum, dat Coup heette. In diezelfde maand maakte Rubin bekend dat hij aan het begin van het komende jaar weg zou gaan bij Lostprophets, om vervolgens te gaan werken als drummer voor Nine Inch Nails. De band wilde net beginnen met het opnemen van het vierde studioalbum, The Betrayed, toen Rubin dit bekendmaakte. De band wist hem ervan te overtuigen dat hij nog de drums voor het album zou tracken voor het album, voordat hij de band verliet. Op 31 maart 2009 werden de opnames van The Betrayed afgerond en verliet Rubin de band. In juni 2009 nam Luke Johnson de taak als nieuwe drummer van Lostprophets op zich. Johnson speelde voor het eerst live met Lostprophets op 26 augustus 2009.
Rubin heeft gedrumd op de Wave Goodbye Tour van Nine Inch Nails.
Op 25 oktober 2011 kondigde Ilan Rubin aan dat hij voor de groep Angels & Airwaves zou drummen.
In 2012 werkte Rubin mee aan het album Paramore van de Amerikaanse rockband Paramore. Daarna trad hij enkele keren met hen op.

## Trivia
- Op 7 juli 2009 (zijn 21e verjaardag) had Rubin een concert met Nine Inch Nails. Hij werd in de schijnwerpers gezet, waarop plotseling twee vrouwen een taart over zijn hoofd heen gooiden. Hij speelde daarna verder alsof er niets was gebeurd.